# Уставни суд Федерације Босне и Херцеговине
Уставни суд Федерације Босне и Херцеговине је самосталан и независан орган који штити уставност и законитост и обезбеђује заштиту права и слобода грађана у Федерацији Босне и Херцеговине.

## Оснивање
Одредба о успостави Уставног суда је дефинисана изгласавањем устава Федерације Босне и Херцеговине 30. марта 1994. године, да би 30. септембра 1994. године били именовани првих 6 судија, док су тројица међународних судија именовани 22. фебруара 1995. године. Прва седница је одржана тек 10. јануара 1996. године. Судије се бирају равномерно између конститутивних народа БиХ.
У првом саставу домаће судије су били: Омер Ибрахимагић (уједно први председник Уставног суда), Катарина Мандић, Мирко Бошковић, Муамер Херцеглија, Милан Бајић, Драшко Вулета. А од страних судија: Бола Адесумбо Ајибола, Абдаллах Фикри-ел Кхани и Францоис Ернест Роберт Ригауx.

## Надлежности
Суд је надлежан за ствари попут:
- Решавање спорова између кантона
- Решавање спорова између кантона и федерације
- Решавање спорова локалних јединица и кантона
- Решавање спорова између институција федералне власти или унутар институција федералне власти
- Давање сагласности федералних и кантоналних закона са Уставом Федерације Босне и Херцеговине, било да је усвојен или у фази приједлога
- Давање сагласност прописа које доносе органи власти у Федерацији Босне и Херцеговине
- Одлучивање о постављеном уставном питању од стане надлежних судова
- Заштита права на локалну самоуправу

## Тренутни састав Уставног суда
Тренутни састав Уставног суда је:
- Александра Мартиновић (Председница суда)
- Весна Будимир (Потпредседница суда)
- Един Муминовић (Потпредседник суда)
- Ката Сењак
- Мирјана Чучковић
- Ајша Софтић
- Мирко Милићевић
- Бранимир Орашанин
- Ален Талетовић

## Седиште
Седиште Уставног суда Федерације БиХ је у Сарајеву, у Валтера Перића 15.